# Palazzo della Camera di Commercio (Ferrara)

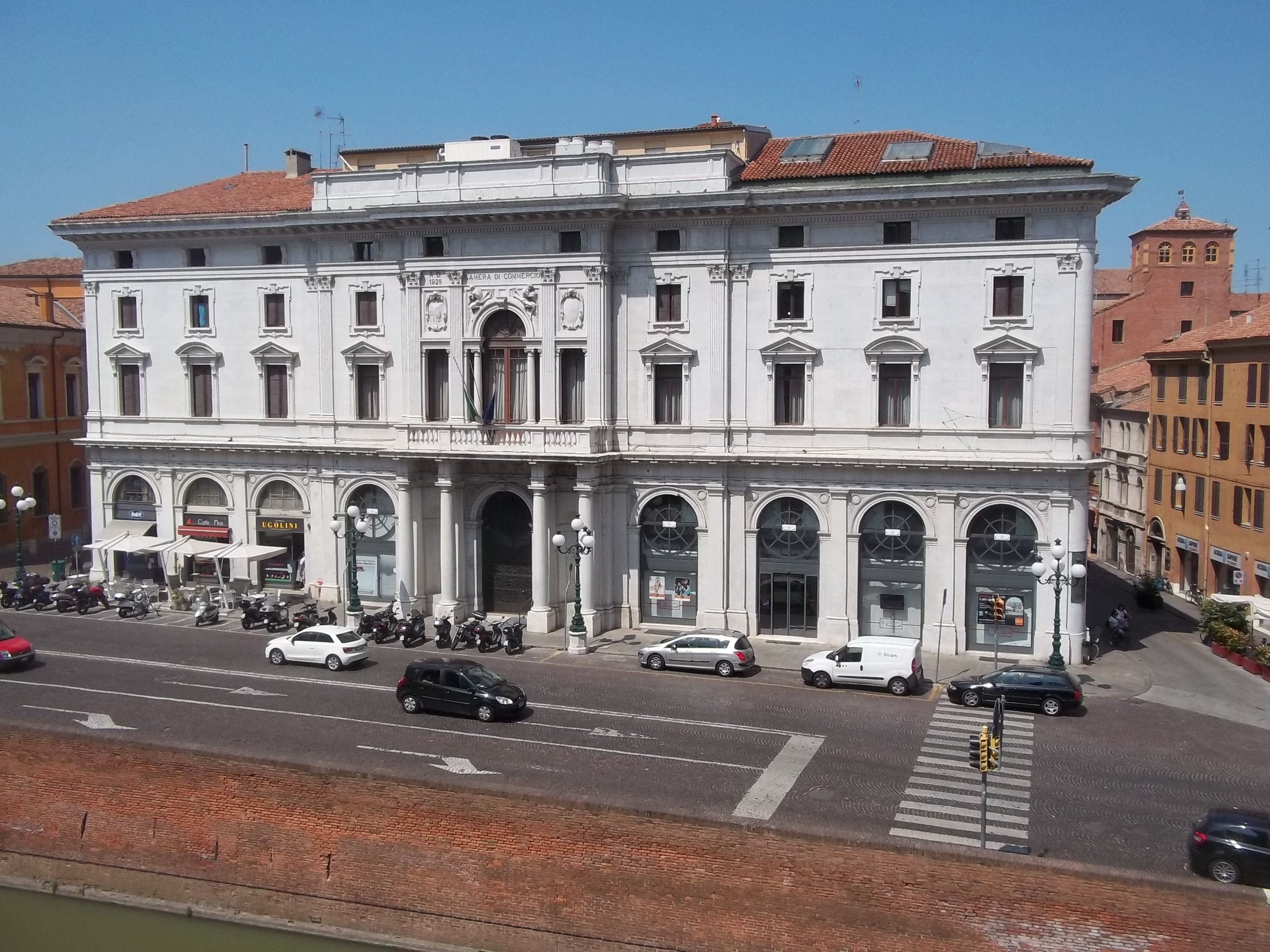
Palazzo della Camera di Commercio in Ferrara

Der Palazzo della Camera di Commercio ist ein Palast im Zentrum von Ferrara in der italienischen Region Emilia-Romagna. Der Palast liegt in der Straße Largo Castello neben dem Palazzo della Borsa und gegenüber dem Castello Estense am Anfang des Corso Ercole I d’Este. Die östliche Seitenfassade zeigt zur Via Borgoleoni und liegt gegenüber dem Palazzo delle Assicurazioni Generali.

## Geschichte
Das Gebäude wurde zwischen den beiden Weltkriegen im Zentrum von Ferrara nach Plänen von Sesto Boari errichtet, dem Bruder von Adamo Boari, dem Planer des Teatro Nuovo, der zu den wichtigsten Architekten des 20. Jahrhunderts in Ferrara gerechnet wird.
Das Gelände, das für den Bau des Palastes vorgesehen war, war Ende des 19. Jahrhunderts mit eher bescheidenen Gebäuden bebaut, darunter ein kleines Eckgebäude zum Corso Ercole I d’Este hin, in dem eine Druckerei untergebracht war. Es wurde später ein Treffpunkt, das „Eden“, und noch einige Jahre später das erste Kino in Ferrara, das „Edison“. Der Bau des Palastes erfolgte in den 1920er-Jahren, von 1926 bis 1929.
Man sollte hinzufügen, dass das Gelände namens „Salita al Castello“ lange Zeit Gegenstand von Projekten und Kontroversen war, da es von mehreren Umbauplänen der Stadt betroffen war. Nach dem Abschluss der Bauarbeiten musste man bis 1930 warten, bis die Büros der Camera di Commercio (dt.: Handelskammer) dorthin verlegt wurden.
Bedeutende Umbauarbeiten betrafen das Innere des Palastes in der Zeit von 1959 bis 1964, die unter der Leitung von Ico Parisi durchgeführt wurden. In denselben Jahren wurde das vorhergehende Eingangstor durch das heutige in Bronze von Romano Rui ausgetauscht, das durch eine moderne Perforierung gekennzeichnet ist.

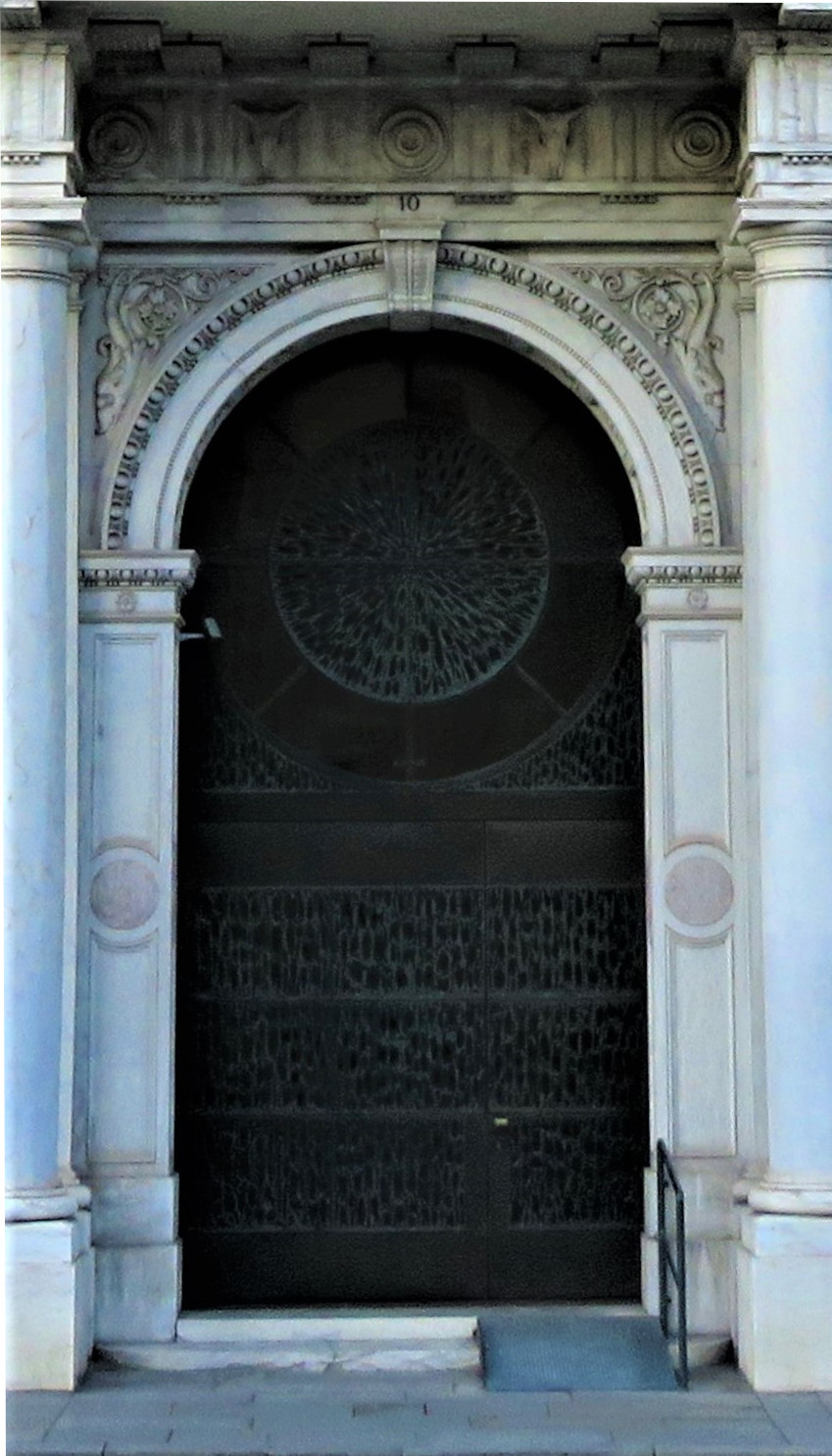
Bronzetor von Roman Rui

## Beschreibung
Die klassizistische Fassade ist imposant und wurde vorwiegend mit Marmor gestaltet. Sie ist stilistisch auf zwei Ebenen aufgeteilt und ist in ihrer horizontalen Auslegung symmetrisch mit zwei Seitenteilen, die jeweils durch vier vertikal übereinander angeordnete Öffnungen gekennzeichnet und (von den großen Toren im Erdgeschoss bis zu den kleinen, rechteckigen Fenstern unter dem Dach) zur Mitte hin ausgerichtet sind, wobei dieser Block, bestehend aus dem Haupteingangsportal und den großen Fenstern mit Balkonen im ersten Obergeschoss, etwas hervorspringt.
Oben in der Mitte, zwischen Lisenen, steht in pseudokorinthischem Stil der Schriftzug „CAMERA DI COMMERCIO“ geschrieben und auf der Seite  „A.D. 1928“, was auf das Baujahr hindeuten soll, auch wenn das Gebäude erst ein Jahr später fertiggestellt wurde. Unmittelbar darunter, in den Ecken über dem Rundbogen der großen Fenstertüre in der Mitte, befinden sich die beiden allegorischen Halbreliefe der Flüsse Po und Reno, die Enzo Nenci 1927 geschaffen hatte, ebenso wie das Wappen der Provinz Ferrara, das sich ebenfalls an der Fassade befindet. Die beiden Flüssen begrenzen das Gebiet, für das die estensische Handelskammer zuständig ist.